# Скендер Джинуші
Скендер Джинуші (алб. Skender Gjinushi; нар. 24 грудня 1949, Вльора) — албанська політик. Він закінчив Університет Тирани зі ступенем в області математики, продовжив навчання в Університеті імені П'єра і Марії Кюрі (Париж, Франція). Один з лідерів Соціал-демократичної партії Албанії. Він був членом Народних зборів Албанії з 1992 року, займав посаду міністра освіти, голова парламенту Республіки Албанія з 24 липня 1997 по 4 вересня 2001.